# Larvivora cyane
Il pettirosso blu siberiano (Larvivora cyane (Pallas, 1776)) è un uccello passeriforme della famiglia Muscicapidae.

## Distribuzione e habitat
Questa specie nidifica in Russia, Cina, Giappone e Corea e sverna in India, Nepal, nella penisola indocinese e in Indonesia.

## Tassonomia
Sono note le seguenti sottospecie:
- Larvivora cyane bochaiensis Shulpin, 1928
- Larvivora cyane cyane (Pallas, 1776)
- Larvivora cyane nechaevi (Red'kin, 2006)